# Personsøger
En personsøger er en radiomodtager og er typisk kun til envejskommunikation, der med lyd eller tekst tilkalder den person, som bærer apparatet. På den måde kan f.eks. deltidsbrandmænd tilkaldes ved brand.

## Personsøgerangreb på Hizbollah
→ Hovedartikel: Personsøger- og walkie-takie-angrebene mod Hizbollah 2024
Den 17. september 2024 blev flere tusinde Gold Apollo AR924 (en) personsøgere tilhørende den libanesiske Hizbollah-milits detoneret samtidigt. Mindst tolv mennesker blev dræbt og næsten tre tusinde såret. Ifølge Reuters, New York Times og Hizbollah lå ansvaret hos den israelske efterretningstjeneste Mossad, som havde forberedt personsøgerne med sprængstoffer på forhånd.